# Irupana (plaats)

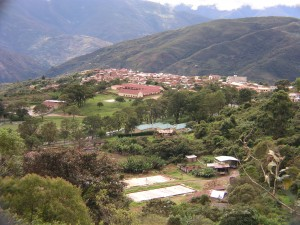
Irupana

Irupana is een plaats in het departement La Paz in Bolivia. Het is de hoofdplaats van de gemeente Irupana in de provincie Sud Yungas.